# 神奈川県道76号山北藤野線

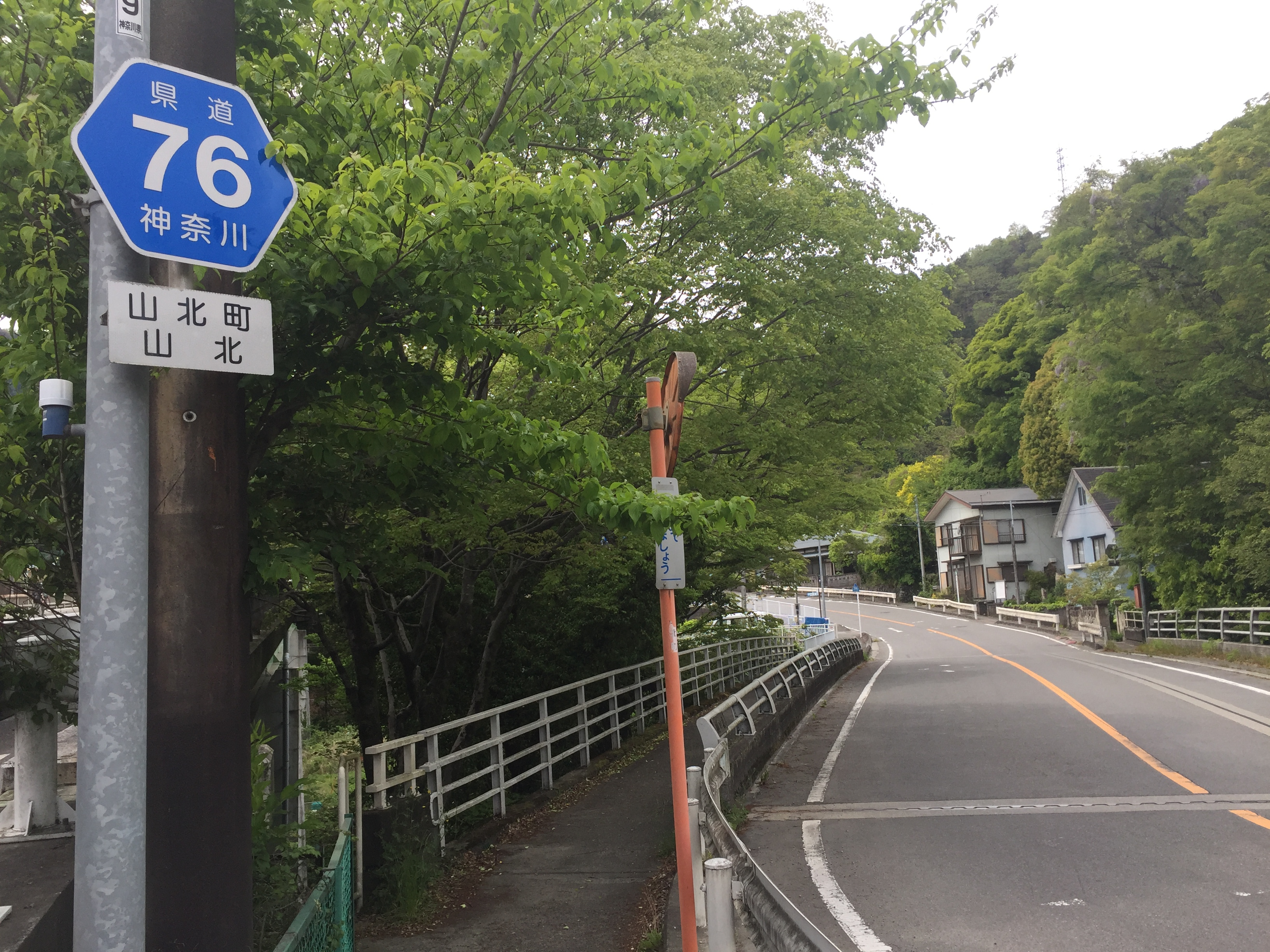
県道番号標示（山北町山北）。国道246号の旧道にあたる

神奈川県道76号山北藤野線（かながわけんどう76ごう やまきたふじのせん）は、神奈川県足柄上郡山北町向原を起点とし、終点の相模原市緑区小渕までを結ぶ県道（主要地方道）である。

## 概要
山北町の南部は国道246号の旧道で、新道と並行しながら一部重複しており、山北町北部から相模原市南西部にかけては未開通（迂回路の犬越路林道も一般車両通行止）となっている。
神奈川県の南北を結ぶ道路としては最も西に位置するが、現時点では全線の通行ができないため、西側の山梨県・山中湖か東側の秦野市に迂回する必要がある。

### 路線データ
- 総延長：22593m（うち道路延長20373m）
- 起点：神奈川県足柄上郡山北町向原
- 終点：神奈川県相模原市緑区小渕
- Google マップ - 山北町側
- Google マップ - 相模原市側

## 地理

### 経路および交差道路
- 国道246号旧道分岐点（山北町向原） - 起点
  - 国道246号旧道
- 神奈川県道74号小田原山北線（山北町山北 岸入口交差点）
  - 山北町役場
- 神奈川県道725号玄倉山北線（山北町山北 萩原）
- 神奈川県道726号矢倉沢山北線（山北町山北 樋口橋交差点）
  - 樋口橋交差点から安戸交差点までは国道246号現道と重複。
  - 国道246号旧道
- 国道246号（山北町新鞠子橋）
- 神奈川県道727号川西線（山北町川西 嵐）
- 神奈川県道728号谷峨停車場線（山北町谷ケ 谷峨）
- 神奈川県道728号谷峨停車場線（山北町谷ケ 谷峨） - 上記のものとは別地点
  - 谷峨駅入口交差点から清水橋交差点までは国道246号現道と重複。
- 神奈川県道727号川西線（山北町川西 大蔵野）
  - 道の駅山北
- 神奈川県道710号神縄神山線（山北町神縄） - インターチェンジのように分岐
  - 丹沢湖
- 神奈川県道729号山北山中湖線（山北町中西） - 浅瀬以西、山中湖へは一般車両通行禁止
  - 西丹沢ビジターセンター（2017年（平成29年）4月に旧西丹沢自然教室から改称）[1]
- 犬越路 - 前後区間未開通、迂回路（犬越路林道・神ノ川林道）も一般車両通行禁止
- 国道413号（相模原市緑区青根） - 約70m重複
  - 奥相模湖（道志ダム）
- 神奈川県道517号奥牧野相模湖線（相模原市緑区牧野 大久和 - 吉原が重複）
- 神奈川県道520号吉野上野原停車場線（相模原市緑区日連） - 約200m重複
  - 相模湖（日連大橋）
- 国道20号（相模原市緑区小渕 日連入口交差点） - 終点

### 峠
- 犬越路（未開通）

### トンネル

#### 山北町
- 神尾田隧道(延長360m、1975年竣工[2])
- 焼大隧道(延長94m、1977年竣工)
- 新箒沢隧道(延長96m、1995年竣工):新箒沢隧道には旧隧道(箒沢隧道、延長73m)が存在するが、現在は塞がれていて通行できない。

#### 相模原市緑区
- 大瀬戸トンネル
- 小瀬戸トンネル(延長56m、1949年竣工、改修済)
- 天神隧道(延長133m、1961年竣工)
- 菅井隧道(延長115m、1959年竣工)